# Toma de Talavera
La batalla de Talavera fue un combate militar de la Guerra civil española que tuvo lugar el 3 de septiembre de 1936 en la localidad toledana de Talavera de la Reina. La importancia de la toma de Talavera estribaba en que se trataba de la última ciudad y obstáculo importante en el camino a Madrid.

## Antecedentes
Las milicias republicanas en las primeras semanas de la guerra estaban formadas por un conjunto heterogéneo de hombres, mayormente obreros sin formación militar ni disciplina castrense, y organizados sobre la base de sus afinidades políticas, dirigidos por el coronel Pablo Rodríguez, originario de Tenerife. A lo largo del mes de agosto estas milicias habían intentado vanamente detener el avance de las tropas sublevadas a lo largo de Andalucía y Extremadura. Aunque las fuerzas sublevadas eran poco numerosas sí poseían mejor entrenamiento y armas que las milicias republicanas. Después de la Batalla de Badajoz las milicias se habían retirado a lo largo del río Tajo, formando una posición fuerte en las colinas que rodean Talavera de la Reina y esperando detener a su enemigo aprovechando el terreno.

### Defender Talavera a toda costa
El gobierno republicano designó al general Manuel Riquelme para dirigir a las tropas, junto con el líder comunista Juan Modesto como jefe de las milicias. Los republicanos lograron reunir abundante artillería e incluso un tren blindado para defender la posición, junto con una masa de 10 000 combatientes. El 2 de septiembre las tropas del Ejército de África llegaron ante Talavera, cerca de 3 500 hombres al mando del general Juan Yagüe, y de inmediato fijaron su plan de ataque, buscando rodear a las milicias que ocupaban las alturas.

## Desarrollo de la batalla
Al amanecer del 3 de septiembre comenzó el asalto de la ciudad.
Yagüe dividió sus tropas en dos columnas: una al mando del mayor Antonio Castejón Espinosa y otra dirigida por el coronel Carlos Asensio Cabanillas. En un ataque simultáneo, ambas columnas rebeldes se lanzaron contra los defensores republicanos subiendo hacia las alturas donde éstos se habían parapetado. Sin mayor experiencia de combate y carentes de entrenamiento, los milicianos de la República lograron detener la arremetida de los sublevados solo por poco tiempo y tras fuertes combates empezaron a retirarse desordenadamente mientras las columnas atacantes se dirigían a la propia localidad, tomando el aeródromo y la estación de ferrocarril. Yagüe dirigió un veloz ataque hacia el centro de la localidad, sorprendiendo a los defensores republicanos que aún quedaban allí y venciendo rápidamente su resistencia. En la calle Carnicerías las tropas marroquíes capturaron a un numeroso grupo de milicianos republicanos al cual, después de que uno de los milicianos intentara escapar, terminaron fusilando en masa.
Los supervivientes de las milicias terminaron por huir, abandonando sus posiciones y armamento debido al temor de quedar cercados. Por la tarde, sobre las 14:20 los sublevados terminaron de ocupar Talavera de la Reina sin hallar resistencia. Por la tarde el ministro de la guerra republicano, Hernández Saravia, telefoneó a Talavera y se cercioró de que la ciudad había caído en manos enemigas cuando al otro lado de la línea respondió un marroquí.

## Consecuencias
La derrota republicana en Talavera fue costosa para ambos bandos: los sublevados sufrieron 1000 bajas entre muertos y heridos, mientras los republicanos perdieron 1500 hombres entre muertos, heridos y prisioneros. A esto se sumó la represión emprendida por las fuerzas sublevadas, que se desencadenó sobre los habitantes de la localidad como también sobre trabajadores gallegos itinerantes y milicianos procedentes de otros puntos. El número de víctimas y ejecutados en Talavera fue tan elevado que, por razones sanitarias, los cadáveres fueron rociados con gasolina y quemados. El periodista norteamericano John T. Whitaker, que estuvo en Talavera durante dos meses, resumía así la situación que se vivía en la localidad:

Dormía una media de dos noches a la semana. No pasaba una noche sin que al amanecer me despertaran los disparos de los pelotones de fusilamiento en el patio del cuartel. La matanza parecía no tener fin. Al final del segundo mes seguía habiendo en Talavera tantos fusilamientos como en los primeros días. Debían ser alrededor de treinta diarios como término medio. Veía pasar a los hombres que llevaban al cuartel. Eran simples campesinos y trabajadores, hombres abatidos y sumisos. Para morir bastaba con tener carnet de un sindicato, haber sido masón o haber votado por la República. A los que denunciaban o seleccionaban al azar por esos delitos les concedían un juicio sumario: dos minutos de audiencia, expirados los cuales normalmente se pronunciaba la pena capital. Al que hubiera ejercido cualquier cargo público durante el período republicano lo fusilaban directamente. Las operaciones de limpieza se desarrollaban en todos los caminos. De pronto aparecían 4 campesinos amontonados en una zanja o 34 milicianos maniatados y fusilados en un cruce de caminos. Recuerdo haber visto un bulto en la plaza del pueblo: eran dos jóvenes miembros de la Guardia de Asalto republicana a los que maniataron con alambres, los rociaron con gasolina y los quemaron vivos.

En ese momento la columna de Yagüe no era lo bastante numerosa para continuar una ofensiva y debió detenerse en Talavera, pero se había tomado la última localidad de gran tamaño antes de llegar a la propia Madrid. La toma de Talavera fue la culminación del avance del Ejército de África que había comenzado hacía un mes desde Sevilla. El mando sublevado pronto envió tropas de refuerzo a Yagüe para asegurar la posición pudiendo este ocupar Santa Olalla el 20 y Maqueda el 21 de septiembre. No obstante, Francisco Franco decidió postergar el avance de sus tropas hacia la capital para desviarlas (tomando Torrijos el 22) en socorro de los rebeldes sitiados del Alcázar de Toledo, lo cual causó las quejas de mandos militares del bando sublevado, alegando que el rescate de los sublevados de Toledo tendría gran efecto propagandístico pero ninguna relevancia estratégica.
Para el gobierno de la República, presidido entonces por José Giral, esta derrota confirmó la urgencia de crear un nuevo ejército bajo dirección estrictamente profesional para las cuestiones tácticas, dotado de una estructura sólida de mandos y jerarquías y sujeto a disciplina puramente castrense, tras haberse comprobado la ineficacia combativa de las milicias voluntarias. Más aún porque ahora Madrid se hallaba realmente amenazada por las fuerzas del bando sublevado apostadas a poca distancia. Además, significó la caída de Giral y la formación de un gobierno por Francisco Largo Caballero.